# گمینا دبژنو
گمینا دبژنو (به لهستانی:  Gmina Debrzno) یک گمینا در لهستان است که در شهرستان چوخوف واقع شده‌است. گمینا دبژنو ۲۲۴٫۱۷ کیلومتر مربع مساحت و ۹٬۴۰۳ نفر جمعیت دارد.